# Дзінґо Кей'ун
Дзінґо Кей'ун (яп. 神護景雲 — дзінґо кей'ун, «божа охорона — райдужні хмари») — ненґо, девіз правління імператора Японії з 767 по 770 роки.

## Хронологія
- 4 рік (770) — вислання монаха-інтригана Докьо до провінції Сімоцуке (суч. префектура Тотіґі).

## Порівняльна таблиця
| Роки Дзінґо Кей'ун      | 1    | 2    | 3    | 4    |
| Григоріанський календар | 767  | 768  | 769  | 770  |
| Китайський календар     | 丁未 | 戊申 | 己酉 | 庚戌 |